# Саморегулируемая организация
Саморегулируемые организации — некоммерческие организации, объединяющие субъекты предпринимательской деятельности, работающие в определённой отрасли производства товаров (работ, услуг), либо объединяющие субъекты профессиональной деятельности определённого вида.

## В России
Предметом саморегулирования в РФ является предпринимательская или профессиональная деятельность субъектов, объединённых в саморегулируемые организации. Одним из ведущих идеологов создания СРО в России является В. С. Плескачевский.
Основная идея СРО — переложить контрольные и надзорные функции за деятельностью субъектов в определённой сфере с государства на самих участников рынка. При этом с государства снимаются явно избыточные функции и, как следствие, снижаются бюджетные расходы, а фокус собственно государственного надзора смещается с надзора за деятельностью в сторону надзора за результатом деятельности. В связи с внедрением института СРО постепенно планируется отменять лицензирование отдельных видов деятельности.

#### Законодательство
В России порядок образования и деятельности саморегулируемых организаций (СРО), их основные цели и задачи регулируются Законом N 315-Ф3 от 1 декабря 2007 года «О саморегулируемых организациях», а также федеральными законами, регулирующими соответствующий вид деятельности. Деятельность СРО, объединяющих организации финансовых рынков, регулируется отдельным законом «О саморегулируемых организациях в сфере финансового рынка» N 223-ФЗ от 13 июля 2015 года .
Саморегулируемой организацией признаётся некоммерческая организация, созданная в соответствии с Гражданским кодексом Российской Федерации и Федеральным законом от 12 января 1996 года N 7-ФЗ «О некоммерческих организациях», при условии её соответствия всем требованиям, установленным законом «О саморегулируемых организациях». К числу указанных требований относятся:
- объединение в составе саморегулируемой организации в качестве её членов не менее двадцати пяти субъектов предпринимательской деятельности или не менее ста субъектов профессиональной деятельности определённого вида, если федеральными законами в отношении саморегулируемых организаций, объединяющих субъектов предпринимательской или профессиональной деятельности, не установлено иное;
- наличие стандартов и правил предпринимательской или профессиональной деятельности, обязательных для выполнения всеми членами саморегулируемой организации;
- обеспечение саморегулируемой организацией дополнительной имущественной ответственности каждого её члена перед потребителями произведённых товаров (работ, услуг) и иными лицами в соответствии со статьёй 13 настоящего Федерального закона.

Некоммерческая организация приобретает статус саморегулируемой организации с даты внесения сведений о некоммерческой организации в государственный реестр саморегулируемых организаций и утрачивает статус саморегулируемой организации с даты исключения сведений о некоммерческой организации из указанного реестра.

## Основные функции саморегулируемой организации
Саморегулируемая организация осуществляет следующие основные функции:
- разрабатывает и устанавливает требования к членству субъектов предпринимательской или профессиональной деятельности в саморегулируемой организации, в том числе требования к вступлению в саморегулируемую организацию;
- применяет меры дисциплинарного воздействия, предусмотренные соответствующим Федеральным законом и внутренними документами саморегулируемой организации, в отношении своих членов;
- принимает нормативные и индивидуальные правовые акты[3][4][5].
- образует третейские суды для разрешения споров, возникающих между членами саморегулируемой организации, а также между ними и потребителями произведенных членами саморегулируемой организации товаров (работ, услуг), иными лицами, в соответствии с законодательством о третейских судах;
- осуществляет анализ деятельности своих членов на основании информации, предоставляемой ими в саморегулируемую организацию в форме отчётов в порядке, установленном уставом саморегулируемой организации или иным документом, утверждёнными решением общего собрания членов саморегулируемой организации;
- представляет интересы членов саморегулируемой организации в их отношениях с органами государственной власти и органами местного самоуправления;
- организует профессиональное обучение, аттестацию работников членов саморегулируемой организации или сертификацию произведённых членами саморегулируемой организации товаров (работ, услуг), если иное не установлено федеральными законами;
- обеспечивает информационную открытость деятельности своих членов, опубликовывает информацию об этой деятельности в порядке, установленном соответствующими Федеральными законами и внутренними документами саморегулируемой организации.

## Финансирование деятельности
Источниками формирования имущества саморегулируемой организации являются:
- регулярные и единовременные поступления от членов саморегулируемой организации (вступительные, членские и целевые взносы);
- добровольные имущественные взносы и пожертвования;
- доходы от оказания услуг по предоставлению информации, раскрытие которой может осуществляться на платной основе;
- доходы от оказания образовательных услуг, связанных с предпринимательской деятельностью, коммерческими или профессиональными интересами членов саморегулируемой организации;
- доходы от продажи информационных материалов, связанных с предпринимательской деятельностью, коммерческими или профессиональными интересами членов саморегулируемой организации;
- доходы, полученные от размещения денежных средств на банковских депозитах;
- другие не запрещённые законом источники.